# Phanotea knysna
Phanotea knysna är en spindelart som beskrevs av Griswold 1994. Phanotea knysna ingår i släktet Phanotea och familjen Zoropsidae. Inga underarter finns listade i Catalogue of Life.